# Орлов, Олег Леонидович
Олег Леонидович Орлов (15 декабря 1952, Овруч, Житомирская область — 4 марта 2014, Санкт-Петербург) — советский и российский режиссёр, педагог. Народный артист России (2008); доктор культурологии; профессор; лауреат Всероссийской премии «Грани театра масс» (2006, 2012); лауреат премии МВД РФ в области литературы и искусства. Автор, главный режиссёр, сценарист и режиссёр-постановщик более 300 массовых праздников и представлений.

## Биография
Родился в городе Овруч Житомирской области Украинской ССР. Окончил режиссёрско-балетмейстерский факультет Ленинградского государственного института культуры им. Н. К. Крупской по специальности «режиссёр массовых праздников и представлений».
В 2003—2014 годах являлся заведующим кафедрой режиссуры театрализованных представлений и праздников Санкт-Петербургского государственного университета культуры и искусств.
Заместитель председателя Совета Союза театральных деятелей Российской Федерации по массовым формам театрального искусства. Председатель Ассоциации массовых праздников Российского творческого союза работников культуры.

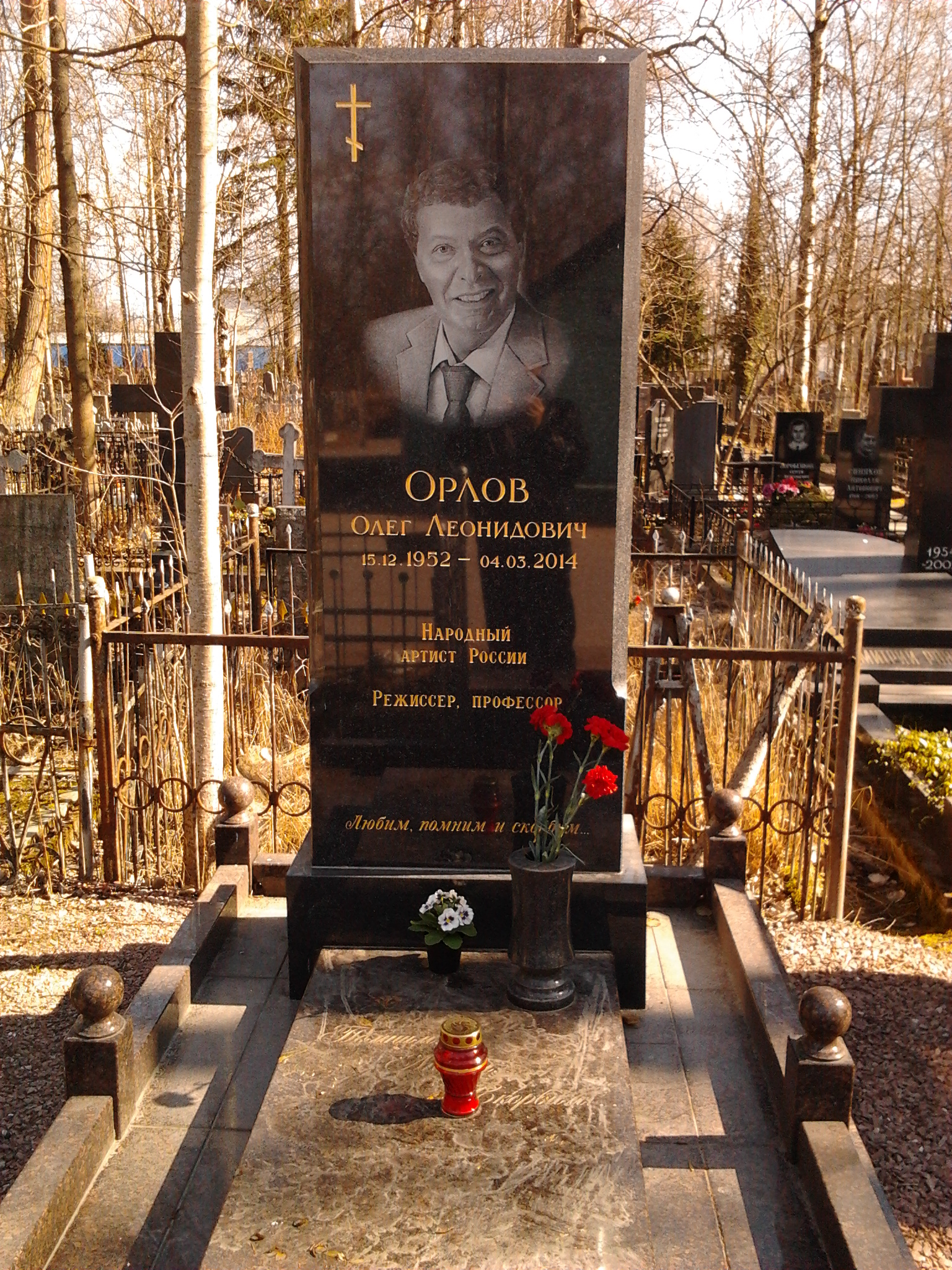
Надгробие О. Л. Орлова на Серафимовском кладбище Санкт-Петербурга.

Скончался 4 марта 2014 года. Похоронен на Серафимовском кладбище.

## Признание и награды
- Лауреат Всероссийской премии «Грани Театра масс» (2006), Номинация: «За вдохновенное служение Театру масс»
- Заслуженный деятель искусств Российской Федерации (13 сентября 1994) — за заслуги в области искусства[1]
- Народный артист Российской Федерации (2008)
- Благодарность Законодательного Собрания Санкт-Петербурга (2013)[2]

## Публикации
- Диссертация кандидата наук
- Диссертация доктора наук
- Орлов О. Л. Праздничная культура России. СПб., 2001.
- Орлов О. Л. Историко-культурные аспекты Новогоднего и Рождественского праздников // Клио. Журнал для учёных. 2001. № 3 (15).
- Орлов О. Л. Российский праздник как историко-культурный феномен. СПб., 2003.
- Орлов О. Л. Праздничная культура России. СПб., 2001.